# What Remains of Edith Finch
What Remains of Edith Finch — приключенческая компьютерная игра, разработанная американской студией Giant Sparrow и выпущенная компанией Annapurna Interactive для платформ Microsoft Windows, PlayStation 4 и Xbox One в 2017 году. В 2019 году игра была портирована на Nintendo Switch. В процессе работы над игрой студия Giant Sparrow пересмотрела и отбросила множество разных концепций; среди ключевых источников вдохновения разработчики называли сериал «Сумеречная зона» и роман Габриэля Гарсиа Маркеса «Сто лет одиночества».
What Remains of Edith Finch получила очень высокие оценки критики, особо оценившей сюжет и его подачу; многие обозреватели назвали игру произведением искусства. Она была удостоена ряда наград и номинаций, в том числе The Game Awards за лучшее повествование, SXSW Gaming Awards за лучший сюжет и Премии Британской Академии в области видеоигр как лучшая игра 2017 года.

## Геймплей
Главная героиня игры Эдит Финч, последняя представительница рода Финчей, обследует старый особняк, где прожило несколько поколений её предков. Над родом Финчей будто бы витает проклятие, и Эдит под управлением игрока должна посетить комнаты предков и изучить по документам и фамильным реликвиям обстоятельства их жизни и смерти.
В ходе игры героиня пытается понять, почему осталась единственной представительницей своего рода. Проходя через дом игрок сталкивается с различными мемориалами или святынями, посвящённым умершим родственникам Эдит. Взаимодействуя с этими семейными реликвиями, игрок наблюдают сцены, в которых раскрывается гибель предков главной героини, при этом каждый флешбек имеет свой определённый визуальный стиль и геймплей.

## Сюжет
Основное действие игры происходит на острове Оркас штата Вашингтон. История ведётся от лица Эдит Финч и раскрывает сюжетные подробности о смерти её родственников. Эдит объясняет, что её семья проклята: каждый представитель по линии прадеда умирает от несчастного случая, оставляя максимум одного живого потомка, те в свою очередь продолжают проклятье. Её прадед Один после смерти жены и новорожденного ребёнка, в стремлении прервать проклятье переехал из Норвегии в США с единственной дочерью Эдит (Эди) и остальными членами семьи в 1937 году. Один настаивал на возвращении их семьи домой, но шторм разрушил перевозимый по океану дом и Один утонул прямо у берега. Оставшаяся семья строит дом на Оркасе, Эдит рожает детей, продолжая семейную династию.
Какое то время Эдит верит, что проклятье обошло её, но её муж и четыре ребёнка (Молли, Кэлвин, Уолтер и Барбара) погибают от несчастных случаев, кроме Сэма. Эдит увековечивает память о каждом умершем члене семьи, превращая их спальни в подобие святынь. Сэм вырастает, женится и у него появляются три ребёнка: Доун, Гас и Грегори. Эдит отказывается отдать спальни своим внукам и Сэм решает надстроить дом дополнительным этажом для своих детей. Гас и Грегори также погибают от несчастных случаев. Единственная выжившая Доун выходит замуж за Санджая и рожает троих детей: Льюиса, Милтона и Эдит-младшую. После смерти мужа Доун возвращается в семейное поместье Финчей. Затем пропадает без вести сын Доун — Милтон, начинающий художник. У матери развивается паранойя и она запирает спальни-мемориалы, боясь, что её дети узнают о семейном проклятии, хотя бабушка Эдит настаивает оставить глазок в каждой двери. Льюис совершает самоубийство на рыбном заводе в 2010 году. Сразу после его похорон Доун решает, что дом пора покинуть, но Эдит отказывается. Доун и Эдит-младшая уезжают той же ночью, оставив большую часть своего имущества, а на следующий день приезжают в дом престарелых, чтобы забрать Эдит, но её уже не стало.
Шесть лет спустя Доун умирает. Она оставляет Эдит-младшей ключи от дома, чтобы она могла исследовать его, ведя дневник. Эдит обнаруживает, что ключ также открывает секретные проходы между запечатанными спальнями. В конце концов Эдит добирается до собственной спальни и пишет своему будущему ребёнку, в надежде, что это поможет больше раскрыть о происхождении семьи. В настоящем времени управляемым персонажем оказывается сын Эдит — Кристофер, единственный живой Финч после смерти Эдит во время родов.

## Разработка
What Remains of Edith Finch — это вторая игра от студии Giant Sparrow, созданная под руководством Яна Далласа, чей предыдущий проект The Unfinished Swan был награждён двумя премиями BAFTA в области видеоигр. Идея создать What Remains of Edith Finch выросла из попытки «создать что-то возвышенное», как заметил Даллас: «взаимодействующий опыт, когда ты обнаруживаешь что-то прекрасное и ошеломляющее». Разработчик стремился воплотить данное чувство, обращаясь к собственному опыту ныряния с аквалангом, когда жил в штате Вашингтон и в том числе наблюдал за погружавшимся в дали во тьму океаном. Подводное плавание и ныряние с аквалангом было утверждено в качестве основной темы будущей игры, однако это стало причиной ряда проблем, связанных с повествованием. Разработчики пришли к идее развивать сюжетную линию во время пребывания под водой через плавающие текстовые подписи, чтобы игрок мог их увидеть. Они должны были стать ключевым элементом в игровом процессе на фоне происходящих изменений в игре. В итоге разработчики выступили против идеи дайвинга, пока Далласу не пришла идея сцены, где в лесу падает акула, а ребёнок произносит фразу: «и внезапно я стала акулой». Это привело к идее ввести более странные и сюрреалистичные сюжетные повороты в общую историю. Данная сцена будет в итоге преподнесена, как фантазии Молли, умершей от ядовитых ягод падуба и чья спальня станет первой локацией, с которой игрок начинает своё прохождение. Когда разработчики определились с сюжетной линией Молли, они начали прорабатывать истории других персонажей, отражавшие похожий смысл. Игрок должен был проникнуться к персонажу и с интересом наблюдать за его историей, зная при этом, что в конце герой обречён на смерть.

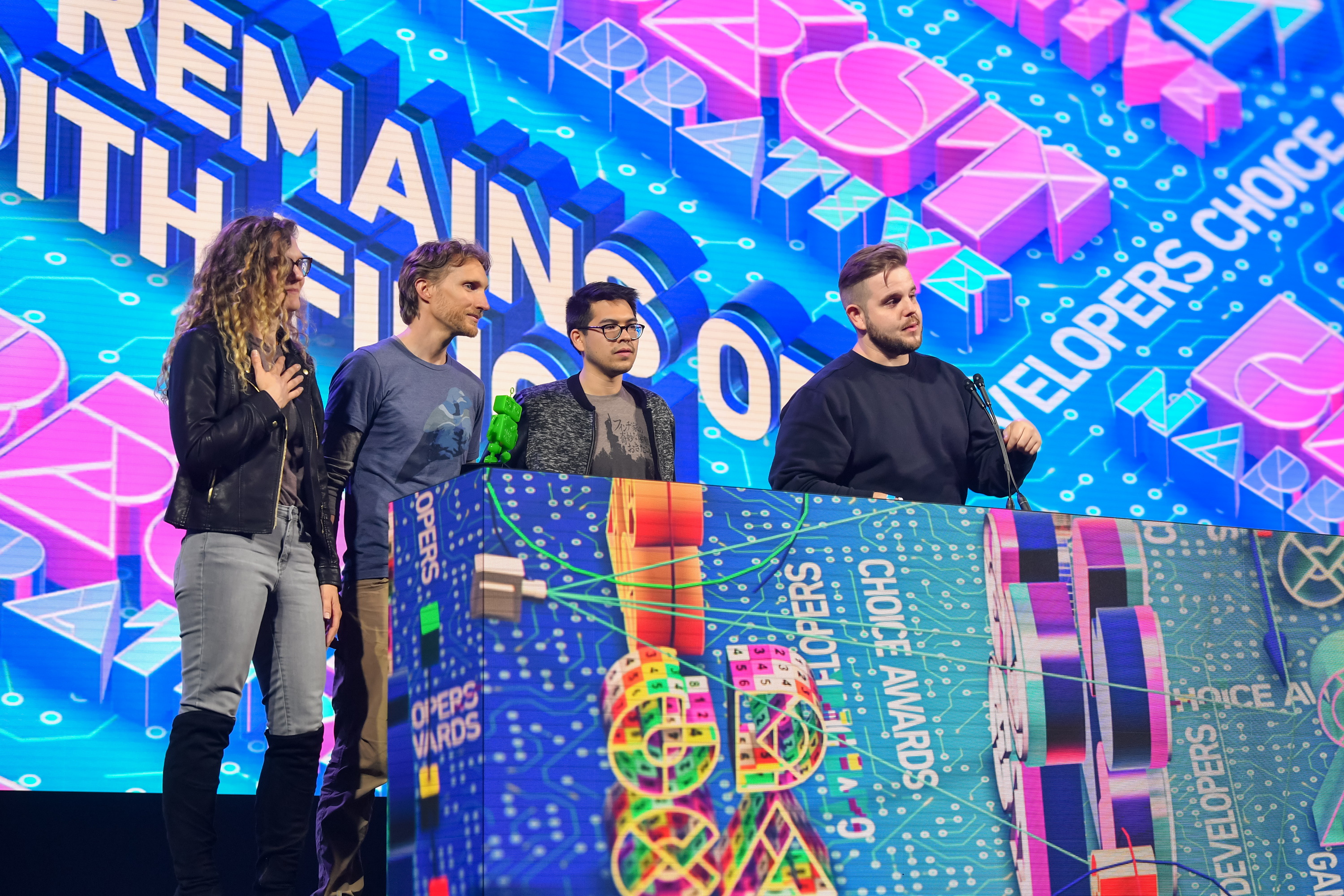
Команда Giant Sparrow на вручении Game Developers Choice Awards в 2018 году. Слева направо: Челси Хэш, Ян Даллас, Майкл Кван, Крис Белл

Чтобы достичь такого игрового опыта, разработчики хотели применить повествовательный метод «обрамления», история должна была быть выдержана в духе «Кентерберийских рассказов» Джефри Чосера, с переносом основного действия в современную эпоху, в среднюю школу. Однако разработчики заметили, что история смертей лучше вписывалась в сюжет, связанный с семейным проклятьем, по аналогии с «Сумеречной зоной», также создатели заимствовали некоторые идеи из романа «Сто лет одиночества» Габриэля Гарсиа Маркеса, где сюжет затрагивает параллельные истории нескольких членов семьи. При таком подходе разработчикам надо было определиться с построением родословной семьи и оформлением дома. Описывая жилой участок, Даллас назвал его возвышенным, сокровенным и мрачным. Разработчики стремились передать такое чувство, будто дом «обладает собственной природной силой: выглядит, как древесная кора: место со своими правилами и порядком, но хаотичными, непонятными для нас». Изначально спальни были созданы похожими друг на друга, но затем разработчики поняли, что через комнаты они могут многое рассказать об их обитателях, не прибегая так часто к флешбекам. Например комната Льюиса намекала на то, что тот увлекался наркотиками. Дизайн спален был переработан всего за несколько месяцев до выхода игры.
Разработчики стремились сохранить абстрактность истории, выдержанной в духе странной фантастики, чтобы игрок не был уверен в реальности представленных событий или мог иначе их интерпретировать. Разработчики намеренно избегали использования жанра survival horror, чтобы пугать игроков, хотя заимствовали некоторые особенности из данного жанра, например эстетику ужасов Лавкрафта. Изначально игра называлась The Nightmares of Edith Finch, а её ранний трейлер в целом отражал более мрачный характер игры, например главный герой должен был исследовать окутанный тьмой дом с фонариком, в конце концов разработчики отказались от данных элементов. Даллас утверждал, что концовка стала для них самой сложной частью в разработке, так как команда долго не могла определиться с характером концовки, должен ли это быть усиливающий тревогу флешбэк, или концовка, заставляющая игрока подумать о том, через что он только что прошёл. Даллас консультировался с разработчиками из Playdead и Thatgamecompany, которые предложили связать концовку с беременностью и родами после завершения всех сюжетных линий со смертью персонажей. Разработчики прибегли к необычному подходу, позволяя игроку от лица Эдит смотреть на живот, и давая тому понять, что она беременна. Хотя Даллас не хотел, чтобы игрок видел части тела управляемого персонажа, художница Челси Хэш настояла на обратном. Позже Даллас обнаружил, что данную сцену многие игроки воспринимали как приятный сюрприз.
Игра разрабатывалась с 2013 года, когда Giant Sparrow заключила партнёрское соглашение с Sony Interactive Entertainment. Впервые анонс игры состоялся PlayStation Experience в 2014 году, издание игры на себя взяла студия Santa Monica Studio, после чего в 2015 году на выставке E3 2015 был продемонстрирован трейлер игры. В это же время Sony прекратила поддержку разработчиков инди-игр и Santa Monica Studios исключила игру из своей своей линейки. Однако несколько человек, работающих на Santa Monica Studios и Giant Sparrow, основали Annapurna Interactive, ставшую в дальнейшем издателем игры. Annapurna отменили сроки и ряд ограничений, наложенных Sony при разработке, что позволило разработчикам Giant Sparrow включить в геймплей ряд значимых мини-игр и сюжетных линий, созданных ещё при разработке прототипа, но от которых отказались из-за сжатых сроков, наложенных Sony. Среди них была, например, сцена с тонущим в ванной младенцем Грегори, пока его мать отвлеклась. Данная сцена отсылает к «Вальсу Цветов» из «Щелкунчика» П. И. Чайковского, а мини-игра, происходящая в фантазиях Льюиса и сцена с обезглавливанием рыбы на консервном заводе вдохновлена «Коронацией мистера Томаса Шапа» из «Книги чудес». История с Грегори затрагивала смерть младенца, что вызывало беспокойство у разработчиков, так как это могло бы вызвать болезненную реакцию у игроков и даже стать причиной споров. Чтобы сгладить сцену, разработчики пригласили родителей для консультации, чтобы они помогли представить данную сцену максимально мягко и деликатно.
Больше всего изменений претерпела история с Уолтером, сыном Эди, который после смерти старшей сестры Барбары заперся в подвальном бункере. Только спустя десятилетия он решил покинуть бункер через туннель и был сбит проезжающим поездом. По первоначальной задумке Уолтер должен был сталкиваться с людьми, которые перемещаются в тот момент, когда он их не видит, также, как это делают плачущие Ангелы из Доктора Кто или представлял, как он жил на модельном поезде, где невидимая рука перемещала детали по площадке. Вышеописанные аспекты призваны были отразить развитие паранойи и сумасшествия из-за заточения в течение десятилетий. В конце концов, его история была упрощена, изображая, что Уолтер выполнял одни и те же простые действия, поедая персики из банок, пока однажды он не решил сбежать. Также разработчики отказались от идеи пригласить Странного Эла Янковича для написания музыкальной темы Эди. Вдохновляясь историей Гарри Трумэна, человека, отказавшегося покидать свой дом во время извержения вулкана Сент-Хеленс в 1980 году, команда рассматривала сценарий, где Эдит также отказалась покинуть дом, которому угрожал лесной пожар где-то в 1980-х годах. Данная «жертва» благодаря стараниям СМИ сделала бы из неё героя-мученика, национальную икону, что по сюжету Янкович будто бы сделал о ней песню, которой сопровождалась бы сюжетная линия. Однако разработчики отказались от идеи, утверждая, что в итоге им не хватило времени на её реализацию. Несмотря на это, игрок в комнате Эдит может увидеть газетную вырезку, в которой описывается история с пожаром и отказом Эдит эвакуироваться.
Музыку к игре написал композитор Джефф Руссо, создавший до этого саундтреки к сериалам «Фарго», «Однажды ночью» и «Власть в ночном городе». Сцена с участием Барбары, получившей известность, как королева крика и мечтающей вернуться в Голливуд, но умершей в день своего рождения в ночь на Хэллоуин, создавалась в стилистике комиксов «Байки из склепа». Прибегая с жанровым тропам ужаса, её бойфренд пытается напугать её, чтобы спровоцировать Барбару на крик, однако их начинает преследовать серийный убийца, которого девушка сбрасывает со второго этажа. Барбару пугают друзья в костюмах монстров и она умирает от сердечного приступа. Даллас попросил Руссо написать музыку, выдержанную в духе фильма «Хэллоуин» Джона Карпентера 1978 года. Разработчик хотел пригласить и самого Карпентера, чтобы тот помог с созданием музыки, но планам помешала забастовкой актёров озвучивания видеоигр. Карпентер же разрешил использовать в игре музыку из «Хэллоуина».

## Рецензии и награды
| Сводный рейтинг       | Сводный рейтинг                                    |
| Агрегатор             | Оценка                                             |
| --------------------- | -------------------------------------------------- |
| GameRankings          | 89,52 %                                            |
| Metacritic            | (PC) 89/100 (PS4) 88/100 (XONE) 92/100 (NS) 88/100 |
| OpenCritic            | 89/100                                             |
| «Критиканство»        | 91/100                                             |
| Иноязычные издания    |                                                    |
| Издание               | Оценка                                             |
| 4Players              | 9/10                                               |
| Destructoid           | 9/10                                               |
| EGM                   | 7/10                                               |
| Eurogamer             | Recommended                                        |
| Game Informer         | 8,75/10                                            |
| GameRevolution        | [ 27 ]                                             |
| GameSpot              | 9/10                                               |
| GameStar              | 86/100                                             |
| Hardcore Gamer        | 4/5                                                |
| IGN                   | 8,8/10                                             |
| Jeuxvideo.com         | 18/20                                              |
| Nintendo Life         | 9/10                                               |
| PC Gamer (US)         | 91/100                                             |
| Polygon               | 9/10                                               |
| Push Square           | 10/10                                              |
| The Daily Telegraph   | [ 36 ]                                             |
| The Guardian          | [ 37 ]                                             |
| USgamer               | [ 38 ]                                             |
| VideoGamer            | 9/10                                               |
| Русскоязычные издания |                                                    |
| Издание               | Оценка                                             |
| 3DNews                | 9/10                                               |
| GameMAG.ru            | 9/10                                               |
| «IGN Россия»          | 8,7/10                                             |
| PlayGround.ru         | 9,5/10                                             |
| Riot Pixels           | 85/100                                             |
| StopGame.ru           | Изумительно                                        |
| «Игромания»           | 8,5/10                                             |
| «Канобу»              | 9/10                                               |
| Stratege.ru           | 90/100                                             |

Игра What Remains of Edith Finch получила положительные оценки игровых ресурсов. На сайте Metacritic версия для PC имеет среднюю оценку в 89/100, версия для PlayStation 4 и Nintendo Switch 88/100, а версия для Xbox One 92/100.
Критик сайта Destructoid Бретт Македонски поставил игре 9 из 10 баллов, назвав её совершенной. «Там имеются некоторые недочёты, но они не мешают игре». Критик сайта IGN дал игре 8,8 баллов из 10, назвав её «великолепным опытом и одной из лучших историй среди других в жанре магический реализм». Критик сайта PC Gamer оценил игру на 91 из 100 баллов, назвав произведение «трогательной, грустной и блестящей историей; заслуживающей прощение за её ограниченную интерактивность».
Джош Хармон с сайта EGMNow присвоил игре 7 баллов из 10, назвав What Remains of Edith Finch «блестящим достижением», однако, по мнению критика, игре не удалось реализовать свой полный потенциал в передаче «серьёзных и душераздирающих отношений». Гриффин Вашерон с сайта Game Revolution поставил игре 3,5 звезды из 5, назвав её очередным симулятором ходьбы в духе Gone Home или Firewatch. Несмотря на это, по мнению Вашерона, игра не копирует слепо своих жанровых предшественников, а сумела предоставить свою «уникальную и болезненно влияющую атмосферу», явно вдохновлённую эстетикой Resident Evil или Silent Hill.
Критик сайта Polygon дал игре 9 баллов из 10, заметив, что «смерть в игре представлена, как неизбежность, а жизнь — сюрприз. Её истории завораживают, несмотря на их печальный конец. Мне было грустно, что я не мог узнать больше о Финчах при их жизни, но чувствовал благодарность даже за ту возможность, что предоставила игра. Последнее прощание заставило меня прослезиться, What Remains of Edith Finch — это несомненно история о любви». Критик VideoGamer также поставил игре оценку 9 из 10, заметив, что если игры от первого лица, основанные на повествовании, как правило, следуют определенной схеме, то What Remains of Edith Finch «использует устоявшиеся правила как почву для создания красивой истории, разбивающей сердце и заставляющей улыбаться. Игра стала триумфальной представительницей своего жанра».
Редакция Eurogamer поставила What Remains of Edith Finch на второе место в списке топ 50 игр 2017 года, представители GamesRadar + также включили игру в список 25 лучших игр 2017 года. Игра получила премию «Reader's Choice Best of 2017» от Game Informer, была номинирована в категории «Лучшая приключенческая игра» с полученными 10 % голосов, на 4 % меньше, чем у игры Life Is Strange: Before The Storm. Также редакция присудила награду «Лучшая приключенческая игра» во вручении Best of 2017 Awards и награды «Лучшее повествование» и «Приключенческая игра года» на вручении 2017 Adventure Game of the Year Awards. Редакция EGMNow поставила игру на 25 место в списке 25 лучших игр 2017 года, а Polygon на 13 место в списке 50 лучших игр 2017 года.
Игра выиграла премию в категории «Лучшая история» на вручении 2017 Game of the Year Awards редакцией PC Gamer и была номинирована в категории «Игра Года». Она также была номинирована как «лучшая игра на Xbox One» на вручении Destructoid's Game of the Year Awards 2017, как «лучшая приключенческая игра» и как «лучшая история» на IGN's Best of 2017 Awards и «Лучший момент или эпизод» (эпизод на консервном заводе) на вручении Giant Bomb's 2017 Game of the Year Awards.
Российское издание «Игромания», подводя итоги 2017 года, поместило игру на 2-е место в номинации «Инди года», а в 2020 году, подводя итоги десятилетия 2010—2019, поместило What Remains of Edith Finch на 1-е место в списке лучших нарративных игр десятилетия.

### Продажи
Летом 2018 года, благодаря уязвимости в защите Steam Web API, стало известно, что точное количество пользователей сервиса Steam, которые играли в игру хотя бы один раз, составляет 183 856 человек.

### Награды
| Год  | Награда                                               | Категория                                                        | Итог      | Ссылка        |
| ---- | ----------------------------------------------------- | ---------------------------------------------------------------- | --------- | ------------- |
| 2017 | 35th Annual Golden Joystick Awards                    | Лучшее повествование                                             | Номинация | [ 63 ]        |
| 2017 | 35th Annual Golden Joystick Awards                    | Лучшая инди игра                                                 | Номинация | [ 63 ]        |
| 2017 | 35th Annual Golden Joystick Awards                    | Премия за прорыв (Giant Sparrow)                                 | Номинация | [ 63 ]        |
| 2017 | The Game Awards 2017                                  | Лучшая история                                                   | Победа    | [ 64 ]        |
| 2017 | The Game Awards 2017                                  | Влиятельные игры                                                 | Номинация | [ 64 ]        |
| 2017 | The Game Awards 2017                                  | Лучшая независимая игра                                          | Номинация | [ 64 ]        |
| 2017 | Titanium Awards                                       | Игра года                                                        | Номинация | [ 65 ]        |
| 2017 | Titanium Awards                                       | Лучшая инди-игра                                                 | Номинация | [ 65 ]        |
| 2018 | New York Game Awards 2018                             | Премия Big Apple за лучшую игру года                             | Номинация | [ 66 ]        |
| 2018 | New York Game Awards 2018                             | Премия Off-Broadway за лучшую инди-игру                          | Номинация | [ 66 ]        |
| 2018 | New York Game Awards 2018                             | Премия Германа Мелвилла за лучший сценарий                       | Номинация | [ 66 ]        |
| 2018 | New York Game Awards 2018                             | Премия Статуя Свободы за лучший мир                              | Номинация | [ 66 ]        |
| 2018 | New York Game Awards 2018                             | Премия Great White Way за лучшую роль в игре (Валери Роуз Ломан) | Номинация | [ 66 ]        |
| 2018 | D.I.C.E. Awards                                       | Выдающееся достижение в истории                                  | Номинация | [ 67 ]        |
| 2018 | D.I.C.E. Awards                                       | Выдающееся достижение в игровом направлении                      | Номинация | [ 67 ]        |
| 2018 | National Academy of Video Game Trade Reviewers Awards | Направление камеры в игровом движке                              | Номинация | [ 68 ] [ 69 ] |
| 2018 | National Academy of Video Game Trade Reviewers Awards | Геймдизайн, New IP                                               | Номинация | [ 68 ] [ 69 ] |
| 2018 | National Academy of Video Game Trade Reviewers Awards | Игра, Оригинальное приключение                                   | Победа    | [ 68 ] [ 69 ] |
| 2018 | National Academy of Video Game Trade Reviewers Awards | Освещение / Текстурирование                                      | Победа    | [ 68 ] [ 69 ] |
| 2018 | National Academy of Video Game Trade Reviewers Awards | Оригинальная партитура Light Mix,, New IP                        | Номинация | [ 68 ] [ 69 ] |
| 2018 | Italian Video Game Awards                             | Игра года                                                        | Номинация | [ 70 ]        |
| 2018 | Italian Video Game Awards                             | Лучший рассказ                                                   | Номинация | [ 70 ]        |
| 2018 | Italian Video Game Awards                             | Лучшая инди-игра                                                 | Победа    | [ 70 ]        |
| 2018 | Italian Video Game Awards                             | Игра вне развлечений                                             | Номинация | [ 70 ]        |
| 2018 | SXSW Gaming Awards                                    | Превосходство в повествовании                                    | Победа    | [ 71 ] [ 72 ] |
| 2018 | SXSW Gaming Awards                                    | Премия культурной инновации Мэтью Крамп                          | Номинация | [ 71 ] [ 72 ] |
| 2018 | Game Developers Choice Awards                         | Премия за инновации                                              | Номинация | [ 73 ] [ 74 ] |
| 2018 | Game Developers Choice Awards                         | Лучший рассказ                                                   | Победа    | [ 73 ] [ 74 ] |
| 2018 | Премия Британской Академии в области видеоигр         | Лучшая игра                                                      | Победа    | [ 75 ] [ 76 ] |
| 2018 | Премия Британской Академии в области видеоигр         | Игровой дизайн                                                   | Номинация | [ 75 ] [ 76 ] |
| 2018 | Премия Британской Академии в области видеоигр         | Игровые инновации                                                | Номинация | [ 75 ] [ 76 ] |
| 2018 | Премия Британской Академии в области видеоигр         | Музыка                                                           | Номинация | [ 75 ] [ 76 ] |
| 2018 | Премия Британской Академии в области видеоигр         | Повествование                                                    | Номинация | [ 75 ] [ 76 ] |
| 2018 | Премия Британской Академии в области видеоигр         | Оригинальная собственность                                       | Номинация | [ 75 ] [ 76 ] |
| 2018 | Премия Британской Академии в области видеоигр         | Исполнитель (Валери Роуз Ломан)                                  | Номинация | [ 75 ] [ 76 ] |
| 2018 | Webby Awards                                          | Лучшее художественное направление                                | Номинация | [ 77 ]        |
| 2018 | Webby Awards                                          | Лучший игровой дизайн                                            | Номинация | [ 77 ]        |
| 2018 | 2018 Games for Change Awards                          | Лучший игровой процесс                                           | Победа    | [ 78 ]        |